# Korneliusz Kosiński
Korneliusz Bronisław Kosiński (ur. 15 sierpnia 1896 w Przemyślu, zm. 6 września 1939 pod Longinówką) – major piechoty Wojska Polskiego, kawaler Orderu Virtuti Militari.

## Życiorys
Urodził się 15 sierpnia 1896 w Przemyślu, w rodzinie Jana i Józefy. Jego siostra Helena została żoną Józefa Stachowicza. Po odzyskaniu przez Polskę niepodległości wstąpił do Wojska Polskiego. W szeregach 5 pułku piechoty Legionów w stopniu podporucznika brał udział w wojnie polsko-ukraińskiej i wojnie polsko-bolszewickiej, za co otrzymał Order Virtuti Militari i czterokrotnie Krzyż Walecznych. Został awansowany do stopnia kapitana ze starszeństwem z dniem 1 stycznia 1928 w Korpusie Oficerów Piechoty. Wówczas pozostawał oficerem 5 pułku piechoty Legionów w garnizonie Wilno. Był oficerem Korpusu Ochrony Pogranicza. Służył w Batalionie KOP „Suwałki”. Na stopień majora został mianowany ze starszeństwem z 1 stycznia 1936 i 101. lokatą w korpusie oficerów piechoty. W latach 30. służył w 76 Lidzkim pułku piechoty im. Ludwika Narbutta, stacjonującego w Grodnie. W 1938 napisał słowa i skomponował melodię hymnu jednostki pt. Narbuttczycy.
Po wybuchu II wojny światowej w trakcie kampanii wrześniowej walczył w szeregach 76 pułku piechoty w składzie 29 Dywizji Piechoty. Zginął w walce z niemieckimi wojskami pancernymi pod Longinówką, która była częścią bitwy pod Piotrkowem Trybunalskim (w walkach zginął także dowódca pułku, Stanisław Sienkiewicz). Polegli zostali pochowani na cmentarzu w Milejowie.

## Ordery i odznaczenia
- Krzyż Srebrny Orderu Wojskowego Virtuti Militari nr 4815 – 1921[14][1]
- Krzyż Walecznych czterokrotnie[15]
- Złoty Krzyż Zasługi – 25 maja 1939[16]
- Medal Niepodległości[15]
- Medal 10 Rocznicy Wojny Niepodległościowej (Łotwa)[17]